# Rozvodovský dům

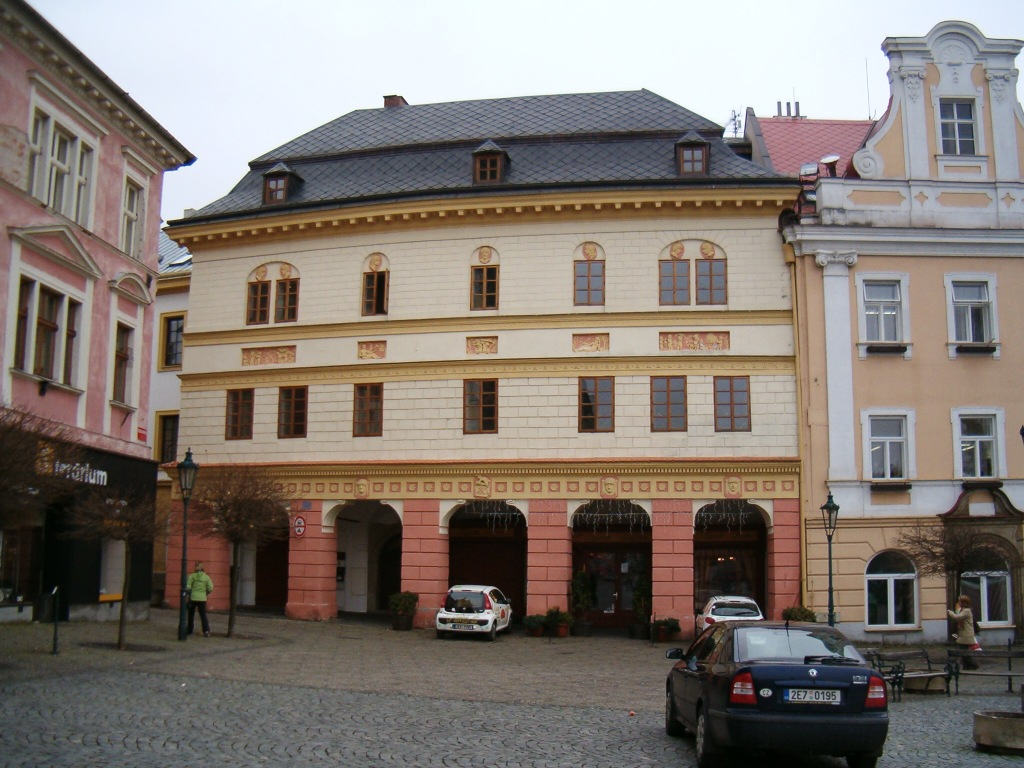
Rozvodovský dům z Resslova náměstí.

Rozvodovský dům je dům čp. 76/I v Chrudimi na Resslově náměstí. Stojí vedle nové radnice a je nazýván podle Františka Rozvody, který jej koupil v roce 1787. Je chráněn jako kulturní památka České republiky.
První písemná zmínka o domu pochází z roku 1592, kdy jej podle závěti zdědila Marta Boleslavská. Průčelí do Resslova náměstí je klasicistní s empírovými prvky. Krátkým průčelím s výplní s motivem sv. Floriána je obrácen také do Břetislavovy ulice; směrem k hradbám, do Soukenické ulice, je dřevěná pavlač. Na místě dnešního domu stál dříve gotický dům s právem várečným, z něhož se dochovaly sklepy. Nejhlubší sklep má podlahu 7 metrů pod úrovní náměstí.